# Roadfood

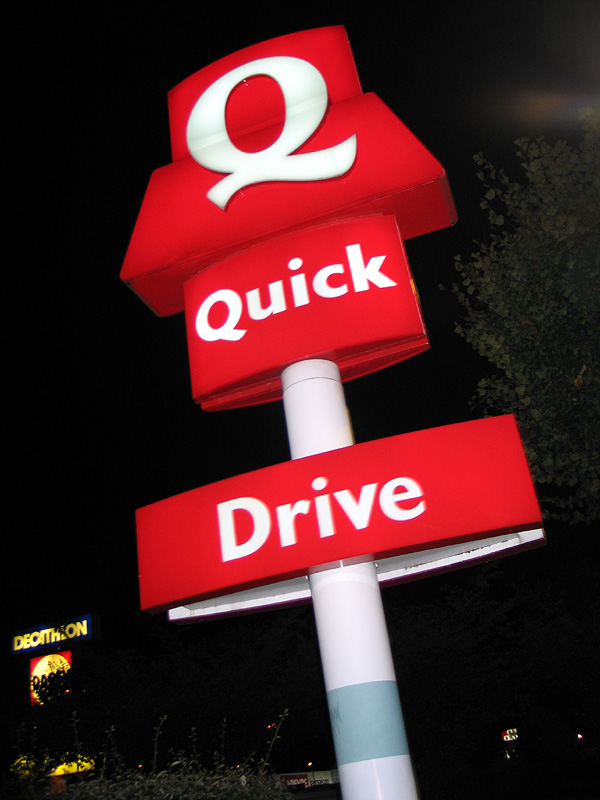
Icona significativa del menjar ràpid

Roadfood és una guia gastronòmica de menjar ràpid (en anglès, fast food) als Estats Units d'Amèrica creada pels germans Jane Stern i Michael Stern, els quals s'han dedicat des dels 1970 a arreplegar la informació relativa als restaurants de fast food als Estats Units. Han escrit nombroses guies sobre la gastronomia i costums dels "fast food" i llocs de menjar propers a les carreteres estatudinenques.